# Bobbie Traksel
Bobbie Traksel (Tiel, 3 novembre 1981) è un ex ciclista su strada olandese, professionista dal 2001 al 2014.

## Carriera
Passa professionista molto giovane (a 20 anni) con il team Rabobank, squadra in cui già militava nelle categorie minori, dove rimane per 4 anni; in questo periodo coglie la sua prima vittoria nel grande ciclismo vincendo la Arnhem-Veenendaal Classic nel 2002. Durante la sua carriera cambia molto spesso casacca di appartenenza (vestirà la maglia di 9 nove squadre diverse); la vittoria più importante che riesce a cogliere è la Kuurne-Bruxelles-Kuurne nel 2010. Terminata l'attività agonistica nel 2014, nel giugno 2015, diventa membro della commissione degli atleti in seno all'UCI.

## Palmarès
- 2000 (Rabobank Dil., una vittoria)

Giro delle Fiandre Under-23
- 2002 (Rabobank, tre vittorie)

Arnhem-Veenendaal Classic
1ª tappa Sachsen-Tour International
1ª tappa Ster ZLM Toer
- 2004 (Rabobank, una vittoria)

Batavus Pro Race
- 2007 (Palmans-Cras, due vittorie)

1ª tappa Boucles de la Mayenne
Classifica generale OZ Wielerweekend
- 2008 (P3 Transfer-Batavus, cinque vittorie)

1ª tappa Tre Giorni delle Fiandre Occidentali
Classifica generale Tre Giorni delle Fiandre Occidentali
2ª tappa Vuelta a Extremadura
Grote 1 Mei-Prijs - Ereprijs Victor De Bruyne
4ª tappa Olympia's Tour
- 2010 (Vacansoleil, una vittoria)

Kuurne-Bruxelles-Kuurne

### Altri successi
- 2012 (Landbouwkrediet)

Classifica a punti Étoile de Bessèges
- 2013 (Champion System)

Classifica combattività Tour of Oman

## Piazzamenti

### Classiche monumento
- Giro delle Fiandre

2010: 60º
2011: ritirato
- Parigi-Roubaix

2004: 92º
2009: ritirato
2010: 52º